# N-550
La  N-550  es una carretera nacional española que desde La Coruña lleva hasta Tuy.

## Trayecto

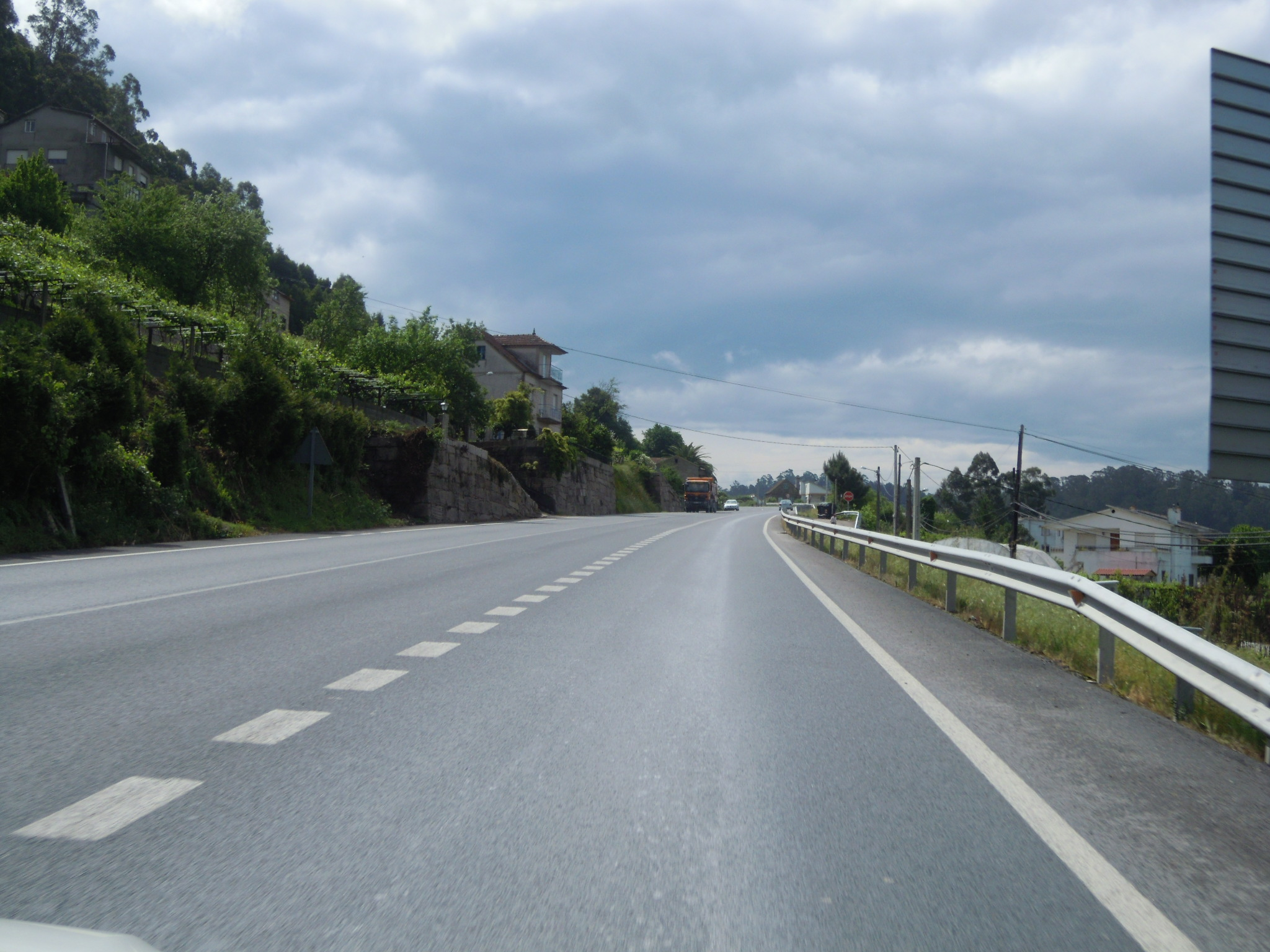
Carretera N-550 a su paso por Saxamonde (Redondela).

Sale de La Coruña por la avenida Alfonso Molina, llevándonos hasta el ayuntamiento de Culleredo, atravesamos las localidades de Portazgo, La Corveira, Vilaboa y Alvedro. Ya en Cambre encontramos las localidades de Sigrás y Altamira. Pasamos ya a Carral, ayuntamiento al que pertenecen Tabeayo y la propia villa de Carral (que atravesamos por la calle Cuesta del Pincho). La carretera discurre ahora entre eucaliptos, mientras subimos hacia el punto más alto de la misma, el Mesón del Viento, localidad perteneciente a Órdenes. La villa de Órdenes la cruzamos por la avenida de Alfonso Senra, dejando a la derecha el ayuntamiento de la localidad. Seguimos por la carretera atravesando Santa Cruz de Montaos, Deixebre y Oroso (estas dos últimas en el municipio de Oroso), para llegar a Sigüeiro, capital de este último municipio. En Sigüeiro se atraviesa el río Tambre a través de un puente medieval muy reformado. Ya hemos llegado a Santiago de Compostela. 
Antiguamente la carretera atravesaba Santiago de Compostela por el centro (calles de Basquiños, Santa Clara, Rodas, Puerta del Camino, Virgen de la Cerca, Enseñanza, San Antonio, Senra y Rosalía de Castro); pero hoy en día existe la carretera SC-20 que enlaza con la N-550 en el Polígono del Tambre y que nos lleva a la avenida de Lugo, que conecta con la avenida de Antonio Fraguas, salida de Santiago hacia el sur.
Poco después de salir de Santiago llegamos a Milladoiro (ciudad dormitorio de Santiago inscrita dentro de Ames). Los siguientes pueblos son: Las Galanas, Balcaide, Ameneiro y Casalonga (en Teo), Picaraña, Esclavitud e Iria Flavia (ya en Padrón). Estos dos últimos pueblos presentan dos iglesias de gran belleza: el Santuario de Esclavitud y la colegiata de Iria Flavia, frente a la fundación Camilo José Cela. La villa de Padrón la atravesamos por la avenida de Compostela, dejando a la izquierda el jardín botánico y a la derecha el centro histórico de la villa. Cruzamos el Ulla en Puentecesures, entrando en la provincia de Pontevedra.
P.D.: Existen un variable en Padrón (la nueva N-550) como para Caldas de Reis 
Atravesamos las villas de Puentecesures y Valga, cabeza de sus respectivos ayuntamientos para entrar en Caldas de Reyes. Este pueblo se atravesaba hasta 2007 por la calle Dolores Mosquera, cruzando el Umia; recientemente se ha abierto una vía de circunvalación. Entre Caldas y Pontevedra atravesamos tierras de Barro. La llegada a la ciudad de Pontevedra se produce por la Avenida de Compostela, que enlaza con el puente de Santiago (a través del Lérez), la Avenida de Uruguay y la Avenida de As Corvaceiras. A partir de ahí se atraviesan la calle Manuel de Palacio y la Avenida María Victoria Moreno que conduce a la Avenida de Vigo, antigua salida de la ciudad, hoy reemplazada por la Avenida Josefina Arruti. El recorrido sigue a través del municipio de Pontevedra y el de Vilaboa para cruzar el río Oitavén en Arcade (ya en Sotomayor), poco después llegamos a Redondela, que es circunvalada.
Al salir de Redondela dejamos la desviación a Vigo a la derecha y nos internamos en tierras de Mos y Porriño para llegar poco después a Tuy a través de la Avenida de la Concordia.
En Tuy se llega a la aduana española, y a partir de ahí la carretera entra en un puente internacional de hierro mixto ferrocarril-turismos. La N-550 termina oficialmente en la mitad del puente internacional de Tuy-Valença do Minho.

## Nomenclatura
La nomenclatura de la carretera N-550 se encontraba normalizada de acuerdo a la regla establecida en el cuarto Plan General de Carreteras de 1939-41 (Plan Peña), que pese a estar derogada es la que siguen la inmensa mayoría de carreteras nacionales y comarcales del país:
La primera cifra corresponde al sector entre carreteras nacionales radiales donde nace. En el sentido de las agujas del reloj, esa cifra es la de la carretera radial. La N-550 tiene un 5, porque nace entre la N-V y la N-VI, correspondientes a las actuales autovías denominadas A-5 y A-6.
La segunda cifra indica la distancia de Madrid en el que se encuentre el origen de la carretera, en kilómetros y dividida entre 100. En este caso de 500 a 599 km = 5.
La tercera el número de orden, teniendo en cuenta que si es par, es una nacional transversal, es decir, no tiene dirección hacia Madrid, y si es impar, es radial (dirección Madrid). Ésta carretera es transversal, ya que su tercera cifra es un 0.